# Francesco da Volterra

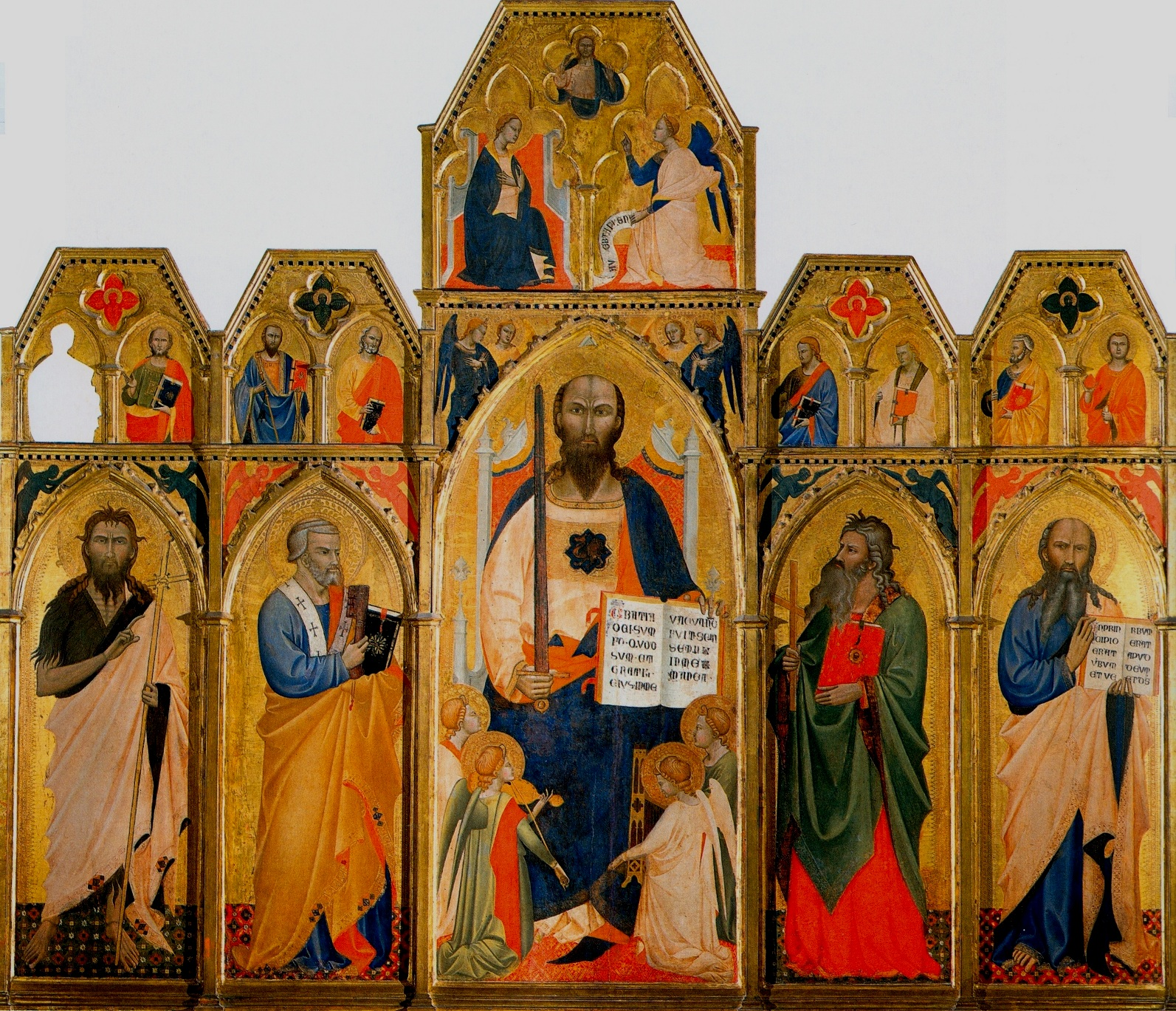
Políptico de São Paulo, Veneza.

Francesco da Volterra ou Francesco di Neri da Volterra foi um pintor italiano que trabalhou entre os anos de 1338 e 1376 em Pisa, onde se encontram algumas de suas obras no Camposanto Monumentale, mais especificamente as cenas da  Vida de Jó, no muro sul, obra que, em sua maior parte, é atribuída a Taddeo Gaddi. 
Suas datas de nascimento e morte são desconhecidas. Francesco da Volterra pode ter sido supostamente identificado como Francesco di Maestro Giotto, um pintor de Florença cujo nome aparece nos livros da corporação da cidade em 1341.